# جامعة دنيبرو الوطنية للنقل بالسكك الحديدية
جامعة دنيبرو الوطنية للنقل بالسكك الحديدية مؤسسة تعليم عالي أوكرانية، (بالأوكرانية: Дніпровський націона́льний університе́т залізни́чного тра́нспорту імені академіка Всеволода Лазаряна) هي جامعة تقع في دنيبروبتروفسك أوبلاست، أوكرانيا. تأسست هذه الجامعة في سنة 1930